# Васильченков
Васильченков — хутор в Алексеевском районе (с 2018 года — городском округе) Белгородской области, входил в состав Иващенковского сельского поселения.

## Описание
Расположен в восточной части области, в 23 км к юго-востоку от районного центра, города Алексеевки. Сохранилось около десятка частных домов на Дачной улице и кладбище, значительная часть территории заросла деревьями и кустарником.

## История
Хутор основан предположительно в первой половине XVIII века выходцами с Украины «при балке Матрёновской», назван в честь первопоселенца Васильченко. Упоминается в документах V ревизии 1795 года как один из хуторов Алексеевской вотчины графа Н. П. Шереметева с 80 душами мужского пола.
По состоянию на 1859 год на владельческом хуторе Васильченков 1 стана Бирюченского уезда Воронежской губернии при балке Матрёновской в 49 дворах проживало 362 человека (180 мужчин и 182 женщины).
Упоминается в Памятной книжке Воронежской губернии за 1887 год как хутор Иващенковской волости Бирюченского уезда. Число жителей обоего пола — 399, число дворов — 40.
По подворной переписи 1890 года на хуторе Васильченков проживал 331 крестьянин-собственник (168 мужчин, 163 женщины) в 38 хозяйствах, а также 5 сторонних (2 мужчины, 3 женщины) в 1 хозяйстве. Всего было 36 грамотных и учащихся. Имелось 44 жилых дома, а также 8 кустарных промышленных заведений, приносивших доход 244 рубля в год, и 2 предприятия с доходом 340 рублей в год. Из скота было 63 лошади, 81 вол, 38 коров, 46 голов гулевого скота и 33 телёнка, 221 овца и 44 свиньи, также 8 хозяйств держали 38 ульев пчёл. Количество удобной надельной земли составляло 353 десятины, из них пашни — 158,5 десятины; также 30 хозяйств арендовали 281,2 десятины пашни. Из сельскохозяйственного инвентаря имелись 14 плугов, 39 сох, 1 молотилка либо другое орудие, 75 телег; 8 хозяйств не имели инвентаря. Надельная пашня обрабатывалась в основном своим скотом. Всего расходов у хозяйств в течение года было на 5793 рубля, доходов от продажи — 4185 рублей (в основном хлеба, в меньшей степени скота), от промыслов (которыми занималось 25 мужчин и 4 женщины в 19 хозяйствах) — 932 рубля, всего — на 5998 рублей.
По данным 1900 года на основе переписи 1897 года на хуторе Васильченков Васильченковского сельского общества Иващенковской волости при вершине Матрёнской реки жило 296 человек (147 мужчин, 149 женщины, малороссы) в 40 дворах, владевшие 354,3 десятинами надельной земли. Имелось одно общественное здание и четыре ветряные мельницы.
С апреля 1918 года хутор находился в составе Иващенковской волости Алексеевского уезда, с января 1923 года — в Луценковской волости Острогожского уезда. В 1920 году в хуторской школе 1-й ступени обучалось 27 детей, занятия вёл один учитель.
По переписи 1926 года на хуторе Иващенковского сельсовета Луценковской волости проживало 394 человека в 61 хозяйстве.
С 1 июля 1928 года — в составе Иващенковского сельсовета Алексеевского района ЦЧО. На 1 января 1933 года на хуторе насчитывалось 65 дворов и 366 жителей, из них 100 человек были заняты в колхозе им. Молотова. Этот колхоз в 1950 году в ходе укрупнения вошёл в состав колхоза им. Микояна, с 1958 года после укрупнения назывался «Дружба». В том же году на хуторе появилось радио.
Летом 1967 года хутор был электрифицирован, в 1970 году был закрыт клуб, а в 1976 году — начальная школа. На 1 января 1971 года насчитывалось 200 жителей в 51 дворе.
В мае 1992 года колхоз «Дружба» был акционирован, в мае 1997 года создан СПК «Дружба», обанкротившийся в 2000 году. В 2001 году земли вокруг хутора стало обрабатывать ОАО «Эфко-Иващенково», с 2008 года — ЗАО «Агро-Оскол».

## Население
| 1859 | 2002 | 2010 |
| ---- | ---- | ---- |
| 362  | ↘18  | ↘5   |

По переписи 1989 года — 54 человека, на 1 января 1994 года — 38 человек в 23 хозяйствах, в 1997 году — 28 жителей в 18 дворах. По переписи 2002 года — 18 человек (все русские), по переписи 2010 года — 5 жителей (2 мужчины, 3 женщины).
На 1 января 2014 года — 7 жителей в 6 дворах, в 2022 году — 4 человека.